# Joseph Bishara
Joseph Bishara (26 juli 1970) is een Amerikaans filmcomponist.
Bishara begon zijn carrière als gitarist en toetsenist bij de LA industrial metal band Drown en was ook actief als producer. Hij werkte met artiesten als Marilyn Manson, Danzig en Christian Death. Hij maakte eind jaren negentig de overstap naar de filmindustrie als componist.
Bishara componeert voornamelijk muziek voor horrorfilms zoals The Conjuring en Insidious van regisseur James Wan waarmee hij meerdere malen heeft samengewerkt.
Bishara won in 2012 een Fangoria Chainsaw Award met de film Insidious. Hij speelde ook als acteur in de films Insidious en The Conjuring.

## Filmografie
- 1998: Joseph's Gift
- 2000: The Convent
- 2003: Power Play
- 2006: The Gravedancers
- 2007: Unearthed
- 2008: Autopsy
- 2009: Night of the Demons
- 2010: Insidious
- 2011: 11-11-11
- 2013: Dark Skies
- 2013: The Conjuring
- 2013: Insidious: Chapter 2
- 2014: V/H/S: Viral (segment "Gorgeous Vortex")
- 2014: Annabelle
- 2014: Grace
- 2015: Insidious: Chapter 3
- 2015: The Vatican Tapes
- 2015: Tales of Halloween (segment "Trick", "Friday the 31st")
- 2016: The Other Side of the Door
- 2016: The Conjuring 2
- 2016: The Worthy
- 2017: Applecart
- 2018: Insidious: The Last Key
- 2019: The Prodigy
- 2019: The Curse of La Llorona
- 2019: Annabelle Comes Home
- 2023: Insidious: The Red Door

## Overige producties

### Documentaires
- 2002: Masters of Horror

### Korte films
- 2008: Doggie Heaven
- 2011: Hooked
- 2017: Urban Myth: Nest

- Biblioteca Nacional de España: XX1595523
- Bibliothèque nationale de France: cb14079953d (data)
- Gemeinsame Normdatei: 1078796475
- International Standard Name Identifier: 0000 0000 0100 0361
- Library of Congress Control Number: no2007111560
- MusicBrainz: 0cb0a945-4053-436c-a22c-fbe5ea8899d4
- Nationale Bibliotheek van Tsjechië: xx0322520
- Réseau des bibliothèques de Suisse occidentale: 02-A024121595
- Système universitaire de documentation: 185214800
- Virtual International Authority File: 302780494
- WorldCat: E39PBJjmVHq8HpH9dHtfRfRYfq